# Дмитрий Самозванец и Василий Шуйский
«Дмитрий Самозванец и Василий Шуйский» — пьеса (собственно, «драматическая хроника в двух частях») Александра Островского. Написана в 1866 году.
Впервые опубликована в журнале «Вестник Европы», 1867, № 1.

## История написания
Островский приступил к работе над «Дмитрием Самозванцем…» в начале февраля 1866 года. Как свидетельствует сам Островский, «Дмитрий Самозванец…» — «плод пятнадцатилетней опытности и долговременного изучения источников».
Завершив работу над хроникой для печати, Островский приступил к созданию сценического варианта пьесы. Разночтения между текстом для печати и для сцены весьма значительны.

## Действующие лица
сцена первая
- Князь Василий Иванович Шуйский.
- Князь Дмитрий Иванович Шуйский.
- Тимофей Осипов, дьяк из приказа.
- Федор Конёв, купец московский.
- Иван, калачник.
- Афоня, юродивый.
- Московский, новгородские, псковские купцы; подьячие, попы безместные, странники, мелочные торговцы, разносчики и крестьяне.

сцена вторая
- Дмитрий Иванович, самозванец.
- Мстиславский, князь Фёдор Иванович.
- Шуйский, князь Василий Иванович.
- Шуйский, князь Дмитрий Иванович.
- Голицын, князь Василий Васильевич.
- Воротынский, князь Иван Михайлович.
- Куракин, князь Иван Семёнович.
- Рубец-Масальский, князь Василий Михайлович,
- Басманов, Пётр Фёдорович.
- Бельский, Богдан Яковлевич.
- Ян Бучинский, секретарь Дмитрия.
- Яков Маржерет, капитан немецкой роты.
- Корела, донской атаман.
- Куцька, запорожский атаман.
- Савицкий, иезуит.
- Конёв.
- Калачник.

- Десятские, венгры, поляки, запорожцы, казаки, татары, немцы, польские латники, бояре, дворяне, купцы, стрельцы и всякий народ обоего пола.

## Постановки
- 30 января (11 февраля) 1867 года — премьера, Малый театр[1]. Первый опыт работы Чайковского для драматического театра[2].
- 2007 — Малый театр. Режиссёр — Владимир Драгунов. В ролях: Глеб Подгородинский (Дмитрий Самозванец), Борис Невзоров (Василий Шуйский), Елена Харитонова (Марина Мнишек)[3].